# Sentanan
Sentanan is een bestuurslaag in het regentschap Mojokerto van de provincie Oost-Java, Indonesië. Sentanan telt 2072 inwoners (volkstelling 2010).